# هنري أكين
هنري أكين (بالإنجليزية: Henry Akin)‏ مواليد 31 يوليو 1944 في ديترويت، هو لاعب كرة سلة أمريكي معتزل. بدأ مسيرته الاحترافية في سنة 1966. تم اختياره من قبل فريق نيويورك نيكس خلال الدرافت. حمل الرقم 10. يبلغ طوله 6 قدم 10 بوصة (2.1 م). اعتزل اللعب في 1969. لعب مع نيويورك نيكس وسياتل سوبرسونيكس.

## روابط خارجية
- هنري أكين على موقع إن بي أي (الإنجليزية)
- هنري أكين على موقع سبورتس رفرنس (الإنجليزية)
- هنري أكين على موقع كلية كرة السلة في سبورتس رفرنس.كوم (الإنجليزية)
- هنري أكين على موقع ريلجم (الإنجليزية)
- هنري أكين على موقع بروبوليرز (الإنجليزية)